# صالح سرية
صالح عبد الله سرية (1936م - 1976م) هو أحد مؤسسي جبهة التحرير الفلسطينية. ثم أصبح إسلامي التوجه، كون جماعة الفنية العسكرية في مصر التي حاولت عمل انقلاب عسكري.

## نشأته
ولد في قرية إجزم من قضاء حيفا بفلسطين. لجأ مع أفراد عائلته في 1948 إلى العراق. التحق بكلية التربية في جامعة بغداد، خلافا لما تذكره مصادر عن التحاقه بكلية الشريعة، ونال درجة الماجستير عن أطروحته «تطوير التعليم الصناعي في العراق» (بغداد: دار الجاحظ، 1969)، والتي تعد من أوائل رسائل الماجستير التي تمنحها جامعة بغداد. تزوج من العراقية بشرى النعيمي، أنجبت له ست بنات وثلاثة ذكور. كان أول مؤلفاته «بين الاتباع والتقليد» في 1956. تلقى تعليما شرعيا على يد السلفي الشيخ محدث العراق السيد عبد الكريم بن السيد عباس آل الوزير الحسني الشيخلي الأزجي الملقب بأبي الصاعقة، ثم محمد محمود الصواف، وانخرط مبكراً في العمل العسكري في صفوف الثورة الفلسطينية، مؤسساً مع رفاق له «جبهة التحرير الفلسطينية» في 1959، والتي انضمت لاحقاً إلى حركة فتح، وحافظ على علاقات وثيقة مع الراحل ياسر عرفات. انضم إلى «الإخوان المسلمين» في العراق، وكان قائداً في جناحها العسكري، وضابطا برتبة نقيب في «فوج التحرير الفلسطيني» الذي شكله الرئيس العراقي عبد الكريم قاسم في 1961، والذي أصبح نواة للواء القادسية التابع لجيش التحرير الفلسطيني. أما حزب التحرير الإسلامي فلم يكن عضواً فيه كما يشاع، بل ربطته بمؤسسه وابن قريته، الشيخ تقي الدين النبهاني، علاقة متينة بحكم قرابة النسب بين الرجلين من جهة زوجة شقيقه يوسف.

### الدراسة والعمل
باعتباره عضواً في المجلس الوطني الفلسطيني، حضر سِرّية اجتماعات القاهرة في 1968. وبعد إطاحة البعثيين عبد الرحمن عارف في 1968، وتورط التيار الإسلامي في محاولة اغتيال أحمد حسن البكر، خشي سِرّية من الاعتقال. لكن، بعد الكشف عن مخطط لاغتيال نائبه صدام حسين، تعرض فعليا للملاحقة، فغادر العراق إلى سوريا، وبعد رفض السلطات السعودية استقباله، عاد إلى القاهرة في 1971، لينال درجة الدكتوراه من جامعة عين شمس، عن أطروحته «تعليم العرب في إسرائيل» (بيروت: مركز الأبحاث الفلسطيني، 1973)، والتي بقيت مرجعاً مهماً طوال سنوات حول الموضوع. وهناك، أيضاً، حصل على مركز وظيفي رفيع في المنظمة العربية للتربية والثقافة والعلوم «ألكسو» خبيراً تربوياً، ثم سكرتيراً أول، في إدارة التربية. 
لم يضيّع صالح سرية حال وصوله إلى القاهرة أي وقت فاتجه مباشرة إلى منزل السيدة زينب الغزالي والتي كان قد تعرف عليها في زيارة سابقة إلى القاهرة عن طريق طليقها الشيخ حافظ التيجاني ونزل ضيفاً عليها هو وأسرته المكونة من زوجته وتسعة من الأبناء. ولعبت السيدة زينب الغزالي دوراً أساسياً في تقديمه إلى المرشد العام المستشار «حسن الهضيبي» وتعريفه بمجموعات الشباب الجديد ومنهم «طلال الأنصاري» و«إسماعيل الطنطاوي» و«يحيى هاشم» من قيادات حركة الجهاد الإسلامي المصري.

## الإخوان وتنظيم الفنية العسكرية
سرعان ما أدرك صالح سرية أن الإخوان المسلمين في مصر غير راغبين أو قادرين على المواجهة مع نظام السادات، وذلك بعد لقائه ببعض قادتهم وعلى رأسهم المرشد العام، وكذلك لقاءاته مع كثير من قياداتهم أمثال الشيخين محمد الغزالي والسيد سابق، فعمل على تأسيس تنظيم مستقل يهدف للخروج على السادات. إلا أن هناك مفاجأة فجّرها طلال الأنصاري في مذكراته، يرددها قادة الفنية العسكرية، وهو أن تنظيم الفنية العسكرية وحركته كانت في الأساس ضمن تحرك كبير من الإخوان المسلمين لمحاولة تقويض نظام السادات ولكن بطريقة مختلفة، فلو نجح الشباب المنظم الذي تلقاه صالح سرية من الإخوان عن طريق زينب الغزالي وصنع انقلاباً ناجحاً تبناه الإخوان وسيطروا بذلك على الحكم، ولو فشلت المحاولة أنكرها الإخوان وقالوا أنها محاولة فاشلة من شباب متحمس غير مسئول ويتحمل هم نتيجة فعلهم وحدهم.

### الفنية العسكرية
جمعت حركة الفنية العسكرية قادة المجموعات الشبابية الجهادية في ذلك الوقت فمنهم من كان اتجاهه سلفياً مثل "إسماعيل الطنطاوي" ومنهم من يرفض فكرة الانقلاب العسكري ويدعو إلى حرب عصابات طويلة الأجل مثل "يحيى هاشم"" وهو وكيل نيابة بدأ نشاطه السياسي عام 1968م بقيادة مظاهرة من مسجد الحسين بالقاهرة بسبب هزيمة يونيو عام 1967م. يقول الدكتور أيمن الظواهري - زعيم تنظيم القاعدة - في كتابه "فرسان تحت راية النبي" عن سرية:
 وأنه التقاه مرة واحدة أثناء أحد المعسكرات الإسلامية في كلية الطب حين دعاه أحد المشاركين في المعسكر إلى إلقاء كلمة في الشباب. 

كما يقول عنه «طلال الأنصاري» المتهم الثالث في قضية الفنية العسكرية والذي خفف السادات حكم الإعدام عنه إلى المؤبد يقول في مذكرته «صفحات مجهولة من تاريخ الحركة الإسلامية المعاصرة»:

## صالح سرية منظراً
ركائز فكر الدكتور صالح سرية خلف صالح سرية وثيقة فكرية هامة بعنوان رسالة الإيمان قام فيها بتلخيص أهم الأفكار المتعلقة بالجوانب السياسية على النحو التالي: الجهاد هو الطريق لإقامة الدول الإسلامية. والحكم بتكفير الحكام وجاهلية المجتمع واعتباره دار حرب. كل من ينفذ أوامر الدولة الكافرة ضد الإسلام والحركة الإنسانية فهو كافر. التفريق بين الامتناع الجماعي والامتناع الفردي بمعنى أن الترك الجماعي لأي ركن من أركان الإسلام كفر.